# ベラクルス
ベラクルス（Veracruz）は、メキシコ湾に面するメキシコ合衆国ベラクルス州の基礎自治体である。

## 概要
ベラクルスは古くから太平洋側のアカプルコとともに、メキシコシティのメキシコ湾側の外港としての役割を果たしてきた港湾都市である。人口は基礎自治体全体で60万7209人（2020年）である。周辺都市を含めたベラクルス都市圏の人口は約93万人であり、メキシコ湾岸に位置するメキシコの都市圏として最大級である。ベラクルス州最大の都市であるが州都ではない（ベラクルス州の州都はハラパ）。

## 地理・生態系
ベラクルスはメキシコ湾岸の平野に位置し、周辺にはラ・アンティグア川、ハマパ川、パパロアパン川の河口がある。市内と郊外にオルメカ湖などの約20ヶ所の砂丘湖があり、その周辺にはフトイガヤツリ、イワダレソウ、ガマ、Pontederia sagittataなどの植物が生え、クビナガカイツブリ、ユキコサギ、アメリカオオバン、アカハシリュウキュウガモ、アメリカトキコウなどの鳥類が生息している。2005年にラムサール条約湿地に登録された。
ベラクルスとその周辺のボカ・デル・リオ、アルバラードの沖合にあるサクリフィシオス島を含むサンゴ礁群からなるベラクルスサンゴ礁システム国立海洋公園には海草の藻場、砂丘の植生、ココヤシ、チェリーパームやマングローブが生えるキーがあり、2004年にラムサール条約登録地となり、2006年にユネスコの生物圏保護区に指定された。一帯にはロブスター、タコ、ウミガメに加え、スパニッシュマカレル、キングマカレルなどの回遊魚、ターポン、ムナグロアジ、ホースアイジャック、バージャック、ブルーランナー、パーミット、タイセイヨウハガツオなどの遠海魚およびブラックグルーパー、スキャンプグルーパー、レッドスナッパー、イタヤラ、キビレフエダイ、ネズミフエダイ、マトンスナッパー、ピーコックフラウンダー、アイフラウンダーなどの底生魚が生息している。

## 歴史

### スペイン領
1518年、当時は島であった現在のサン・フアン・デ・ウルア島に初めて、スペイン人コンキスタドールのフアン・デ・グリハルバが、ベルナル・ディアス・デル・カスティリョらと共に船団を率いてやって来た。洗礼者ヨハネの祭日に、島に上陸したため、サン・フアン・デ・ウルアを称して、島はサン・フアン（San Juan）と名付けられた。デ・ウルア（de Ulúa）は、現地語で「アステカ人」を表す、coluhaまたはacolhuaに由来している。彼らがこの地域での金の存在を察知したため、翌年にエルナン・コルテスらがやって来ることとなる。
1519年、コルテスが指揮した船団が、グリハルバが最初に上陸した島の対岸（植民化以前には現地でChalchihuecanと呼ばれた）に上陸した。同年、コルテスはメキシコ征服の拠点を確保するために、フランシスコ・デ・モンテーホ（Francisco de Montejo）らと共に、現在のベラクルスに相当する場所にメキシコ最初のスペイン植民都市を建設した。コルテスはこの拠点にラ・ビリャ・リカ・デ・ラ・ベラ・クルス（La Villa Rica de la Vera Cruz、聖十字架の豊かな町）と名付けた。ベラクルスは、アメリカ大陸で最初に議会の設立された都市となった。また1523年7月4日に、バリャドリッドにいたカール5世によって、アメリカ本土で最初に市章（Coat of arms）が与えられた。
ヌエバ・エスパーニャ建設後、ベラクルスは大西洋岸側の貿易港として栄えた。アメリカで産出された銀や、マニラ・ガレオンの交易によって太平洋岸のアカプルコに運ばれたアジア産の製品を大西洋岸からスペインへ運び出す役割を担った。1613年10月支倉常長を副使として仙台藩の伊達政宗が派遣した慶長遣欧使節団は翌年1月にアカプルコに到着し、6月10日にスペイン艦隊のサン・ホセ号でサン・フアン・デ・ウルアを出港した。この港は1653年と1712年の2度にわたって海賊に占拠されるなど、外敵の襲撃に悩まされた。そのため、港付近の島にサン・フアン・デ・ウルア要塞が建設された。

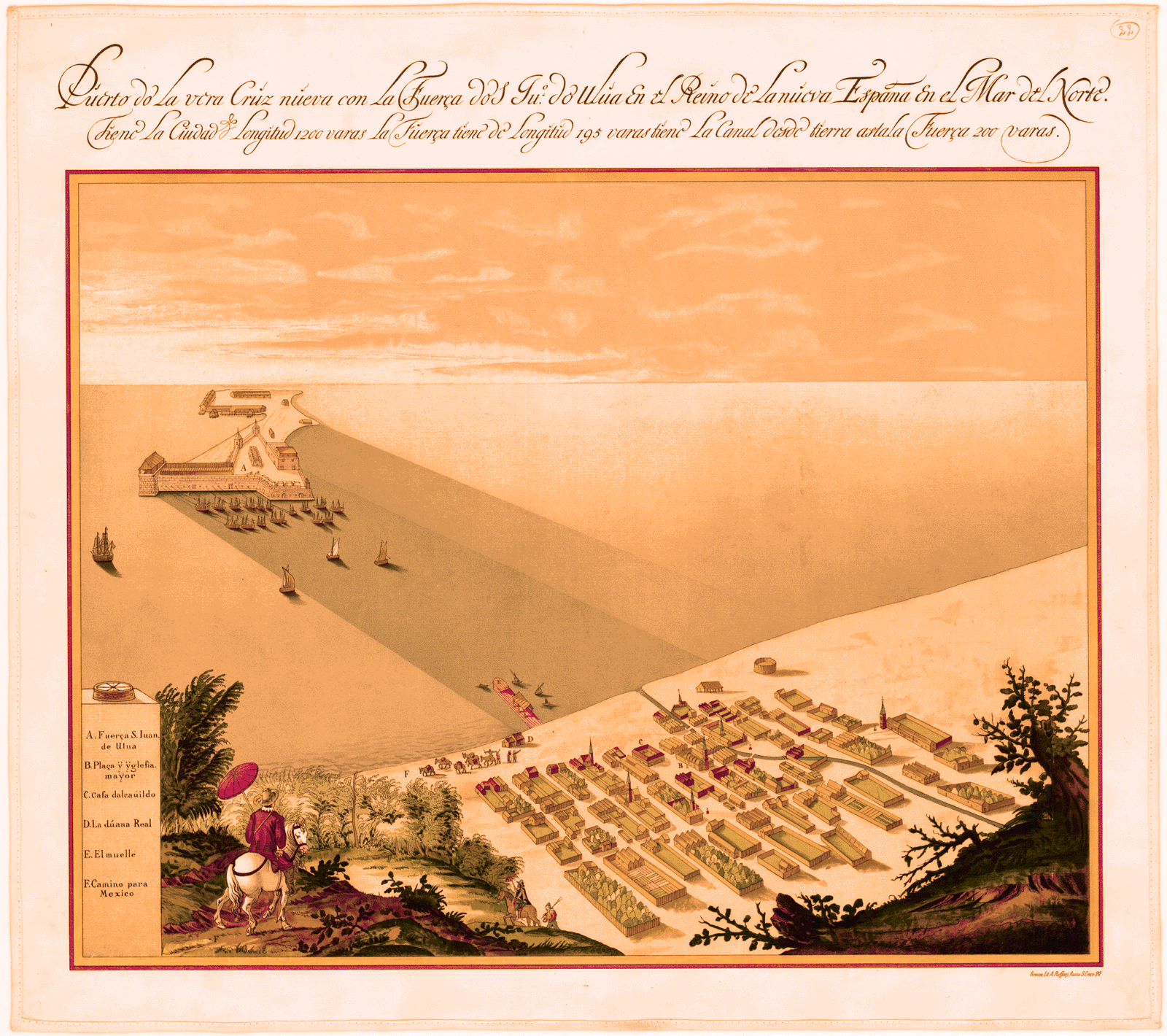
ベラクルスとサン・フアン・デ・ウルア（1615年）

### メキシコ独立後
メキシコ独立後、ベラクルスは何度か他国による占領を経験した。米墨戦争では、ウィンフィールド・スコット将軍率いるアメリカ軍の包囲攻撃を受けて1847年4月29日に占領された。
フランスからは1838年（菓子戦争）と1861年（メキシコ出兵）に侵攻を受け、占領された。
この間、メキシコ国内で改革戦争があり、1858年にはメキシコシティを追われた自由派政府がベラクルスに移動し、当地を一時的に首都とした。
1873年、ベニート・フアレスの管理下で建設が進められていたベラクルスとメキシコシティを結ぶ425 kmの長さの鉄道が開通した。
1914年、タンピコ事件が原因となり、フレデリック・ファンストン将軍率いるアメリカ軍によって7か月間占領された（アメリカ合衆国のベラクルス占領）。

## 文化
ベラクルスは音楽や踊りが非常に盛んである。ソン・ハローチョ（son jarocho）はメキシコ民族音楽とキューバのソンから生まれたベラクルスの伝統音楽である。リッチー・ヴァレンスのヒット曲「ラ・バンバ」はソンハローチョの曲が原曲である。また、ダンソン（danzón）やコンパルサ（comparsa）などの人気も高い。
繁華街にある大きいマーブル模様のタイルで彩られたアルマス広場（Plaza de Armas）はベラクルスのナイトライフの中心である。広場の周りにはバーやカフェが軒を連ね、毎夜のように広場で繰り広げられる音楽や踊りを楽しむ人々で一杯になる。また、広場に面した場所には18世紀に建設された大聖堂や17世紀に建設された市役所などの歴史的建造物がある。
2、3月に9日間にわたって開催されるカーニバルはメキシコ国内で最大の規模であり、かつ最も古い歴史を持つ。また、7月にはアフロカリベーニョ（Afrocaribeño）と呼ばれる祭りが開催される。これらの祭りは、ベラクルスの文化とカリブ海諸国の文化との強いつながりを示している。
ベラクルスは国内外から多数の観光客が訪れるメキシコ有数のリゾート地としても知られている。ビリャ・デル・マル海岸やモカンボ海岸などを有するほか、港周辺の散歩コースも観光客を引きつけている。メキシコシティからバスで5-6時間程度と比較的近いこともあり、特に国内からの観光客が多い。

### 郷土料理

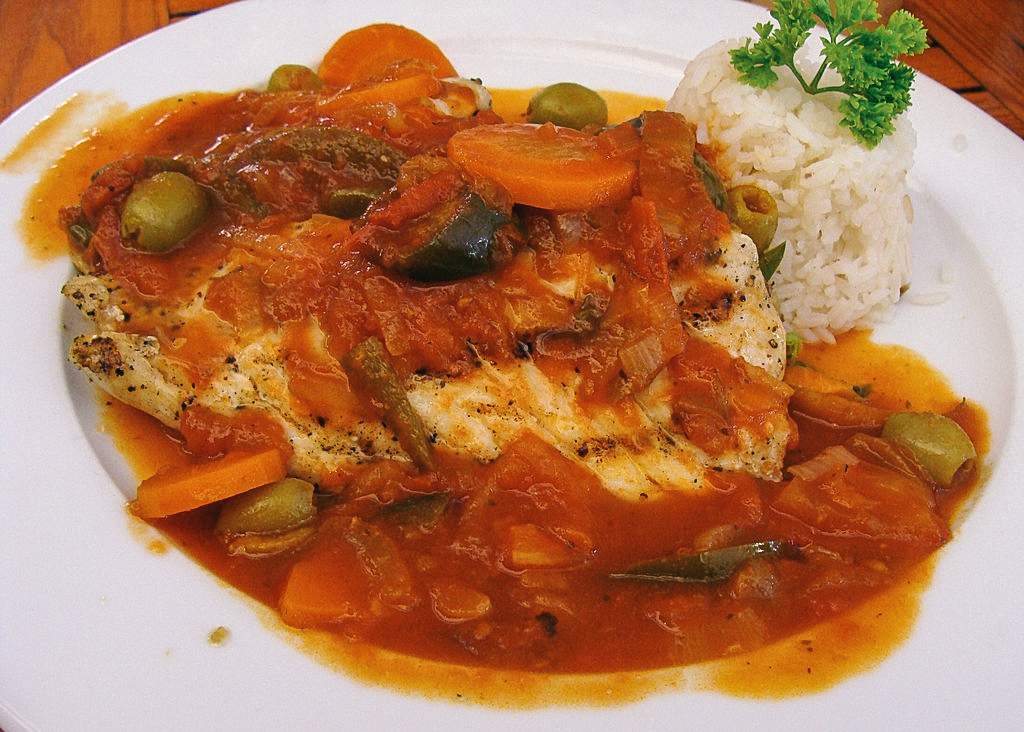
鯛のベラクルス風

ベラクルス料理はスペインの影響を強く受けており、小麦、米、オリーブなどの食材がよく使われる。魚介料理が主体である。

## 交通
- ベラクルス国際空港

## 気候
熱帯サバナ気候であり、雨季と乾季がある。低地にあるため気温は高めで、夜間でも20度以上の日が多い。
| ベラクルスの気候       | ベラクルスの気候 | ベラクルスの気候 | ベラクルスの気候 | ベラクルスの気候 | ベラクルスの気候 | ベラクルスの気候 | ベラクルスの気候 | ベラクルスの気候 | ベラクルスの気候 | ベラクルスの気候 | ベラクルスの気候 | ベラクルスの気候 | ベラクルスの気候 |
| 月                     | 1月              | 2月              | 3月              | 4月              | 5月              | 6月              | 7月              | 8月              | 9月              | 10月             | 11月             | 12月             | 年               |
| ---------------------- | ---------------- | ---------------- | ---------------- | ---------------- | ---------------- | ---------------- | ---------------- | ---------------- | ---------------- | ---------------- | ---------------- | ---------------- | ---------------- |
| 平均最高気温 °C （°F） | 24.3 (75.7)      | 24.6 (76.3)      | 26.5 (79.7)      | 28.7 (83.7)      | 30.4 (86.7)      | 30.8 (87.4)      | 30.9 (87.6)      | 31.2 (88.2)      | 30.8 (87.4)      | 29.6 (85.3)      | 27.6 (81.7)      | 25.5 (77.9)      | 28.41 (83.13)    |
| 平均最低気温 °C （°F） | 18.1 (64.6)      | 18.5 (65.3)      | 20.6 (69.1)      | 22.8 (73)        | 24.6 (76.3)      | 24.5 (76.1)      | 23.6 (74.5)      | 23.9 (75)        | 23.6 (74.5)      | 22.7 (72.9)      | 20.9 (69.6)      | 19.3 (66.7)      | 21.92 (71.47)    |
| 雨量 mm （inch）       | 22 (0.87)        | 17 (0.67)        | 17 (0.67)        | 22 (0.87)        | 46 (1.81)        | 302 (11.89)      | 411 (16.18)      | 352 (13.86)      | 352 (13.86)      | 131 (5.16)       | 54 (2.13)        | 27 (1.06)        | 1,753 (69.03)    |
| 平均降雨日数           | 4                | 4                | 4                | 4                | 5                | 14               | 21               | 19               | 18               | 12               | 8                | 6                | 119              |
| 平均月間日照時間       | 145.7            | 158.1            | 189.1            | 207.0            | 204.6            | 207.0            | 204.6            | 223.2            | 186.0            | 192.2            | 180.0            | 145.7            | 2,243.2          |
| 出典：HKO              |                  |                  |                  |                  |                  |                  |                  |                  |                  |                  |                  |                  |                  |